# Shimano Racing
Shimano Racing is een wielerploeg die een Japanse licentie heeft. De ploeg bestaat sinds 2009. Shimano Racing Team komt uit in de continentale circuits van de UCI. De ploeg bestaat, en bestond in voorgaande jaren, op een enkeling na uit Japanse renners. Al sinds de oprichting van de ploeg is Hidenori Nodera betrokken als manager en ploegleider van de ploeg.